# Evangelische Kirche (Niedermeilingen)

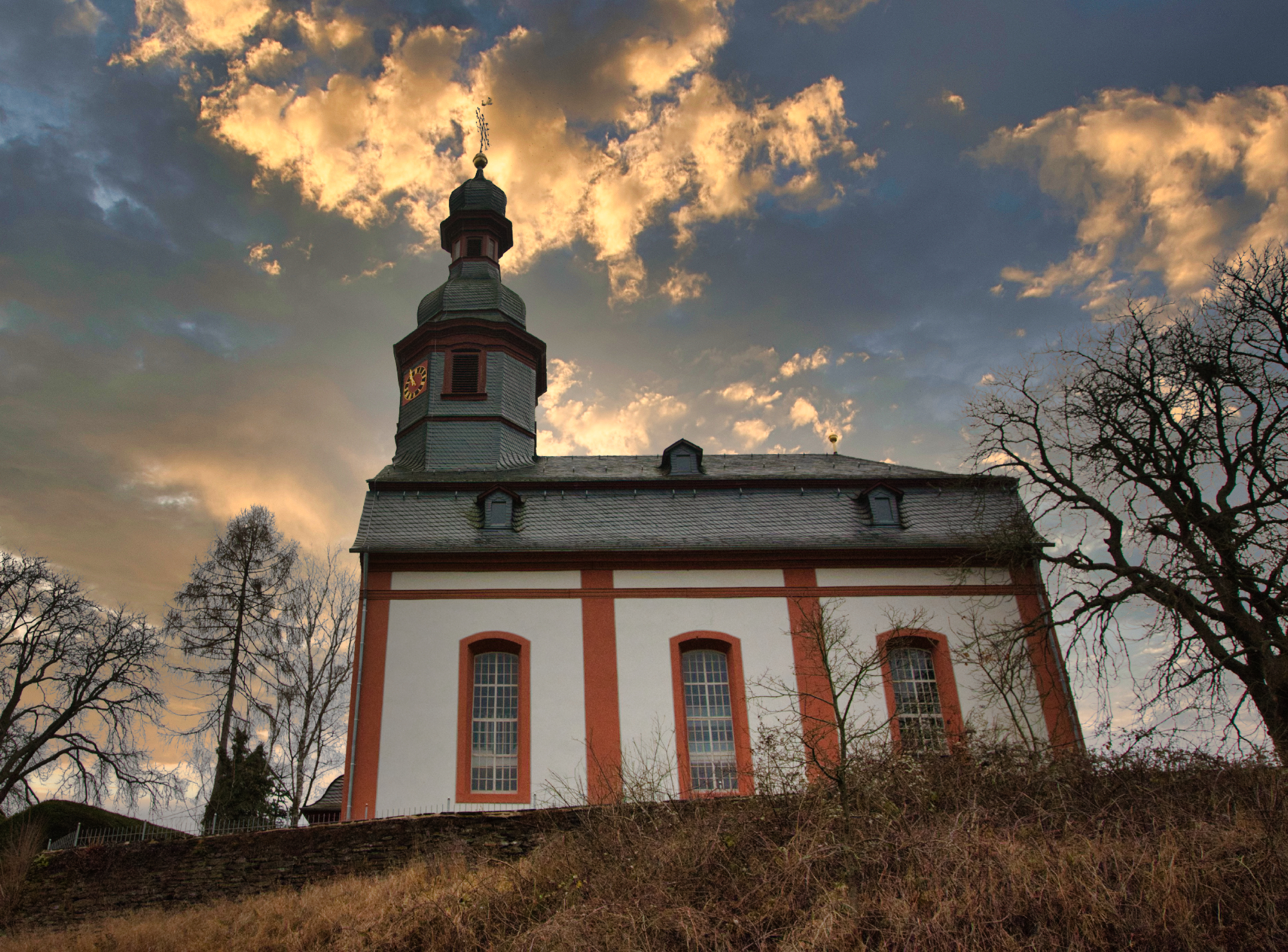
Evangelische Kirche in Niedermeilingen

Die Evangelische Kirche Niedermeilingen ist ein denkmalgeschütztes Kirchengebäude in Niedermeilingen, einem Ortsteil von Heidenrod im Rheingau-Taunus-Kreis in Hessen. Die Kirchengemeinde gehört zum Dekanat Rheingau-Taunus in der Propstei Rhein-Main der Evangelischen Kirche in Hessen und Nassau.

## Beschreibung
Die Saalkirche wurde 1768–69 nach Plänen von Johann Gottfried Friedrich Wetzel errichtet. Die verputzten Wände des Kirchenschiffs sind mit Pilastern gegliedert. Aus dem Mansarddach erhebt sich im Westen ein achteckiger Dachreiter, der die Turmuhr und den Glockenstuhl beherbergt, und mit einer gebauchten Haube mit Laterne bedeckt ist. Von den zwei mittelalterlichen Kirchenglocken, wurde eine für die Kirche in Zorn in der ersten Hälfte des 14. Jahrhunderts gegossen. Die andere soll 1469 Tilman von Hachenburg gegossen haben.
Der Innenraum ist mit einem Spiegelgewölbe überspannt. Die Brüstungen der dreiseitigen Emporen und die der Empore im Chor, auf der die Orgel steht, sind mit Porträts der Apostel und der vier Evangelisten bemalt. Die Orgel hat 12 Register, ein Manual und ein Pedal und wurde 1774 von Johann Wilhelm Schöler gebaut und 1979 von Gerald Woehl restauriert und 1990 von ihm umgebaut. Die Kirchenausstattung stammt aus der Bauzeit. Die Kanzel mit ihrem Schalldeckel und die Orgel stehen übereinander in der Mittelachse, davor steht der Altar. Das Chorgestühl rahmt an drei Seiten den Chor ein.